# Філософська думка (журнал)
«Філосо́фська ду́мка» — провідний філософський часопис в Україні. Існує з 1927 року як орган головної української дослідницької установи в царині філософії — Інституту філософії імені Г. С. Сковороди Національної академії наук України (в радянський період — Академії наук УРСР). Головні редактори: В.Шинкарук (1969—1971; 1979—1989), В. Куценко (1972—1979), Ю. Прилюк (1989—1995), В. Шинкарук та В. Табачковський (1995—2002), М. Попович та В. Табачковський (2002—2006), М. Попович та С. Пролеєв (2008—2018), А. Єрмоленко та С. Йосипенко (з 2018).

## Історія
У 1989—1997 роках видавався під назвою «Філософська і соціологічна думка» (ця назва відображала визрівання соціології як науки в структурі Інституту філософії АН УРСР; відділення соціології з кінця 1990 року виокремилось в самостійний Інститут соціології).
З 2008 р. здійснювалася модернізація журналу, яка втілилася у зміні його структури, змістових пріоритетах, оновленні редколегії, регламенті роботи тощо,.

## Редакційна політика та пріоритети журналу
Редакційна політика журналу передбачає, що в ньому публікуються: 1) якісні й оригінальні академічні статті з філософії, незалежно від тематичної царини, стилю філософування та методологічних пріоритетів; 2) матеріали філософських дискусій; 3) рецензії на книги, описи книг і спеціально замовлені критичні розгляди.
Пріоритетом журналу є праці, які відображують «точки росту» сучасного філософського знання, мають високий евристичний потенціал, ініціюють і підтримують нові напрямки та методи досліджень.
Журнал покликаний не лише друкувати кращі теоретичні результати філософських досліджень. Він має утверджувати продуктивні форми наукової комунікації, високі стандарти досліджень та етосу інтелектуальної праці, протистояти тенденціям недоброякісності в науковій роботі.
Серед завдань, над якими працює журнал — розвиток української філософської термінології, переклади сучасних і класичних філософських творів, міждисциплінарний аналіз визначальних подій і тенденцій в Україні й у світі, змістовне рецензування й обговорення філософських монографій та інших публікацій. Значущою для журналу є також загальна гуманітарна функція філософії — її методологічна роль у системі гуманітарного пізнання (передусім як основи міждисциплінарних досліджень) та в аналізі світоглядних і соціальних проблем, що виникають у розвитку українського суспільства та людства загалом.
Ще один пріоритет журналу — стан і розвиток української філософської спільноти, опанування нею світових стандартів філософських досліджень, освіти, суспільної дієвості філософії, співпраця з іноземними колегами.

## Редколегія журналу
Євген Бистрицький, Олег Білий, Отфрід Гефе (Німеччина), Анатолій Єрмоленко, Вахтанг Кебуладзе, Барбара Касен (Франція), Микола Кисельов, Саймон Крічлі (Велика Британія), Анатолій Лой, Віталій Лях, Сергій Пролеєв, Марина Ткачук, Олег Хома, Пйотр Штомпка (Польща).